# کیکی دی
کیکی دی (انگلیسی: Kiki Dee؛ زادهٔ ۶ مارس ۱۹۴۷) یک موسیقی‌دان اهل بریتانیا است.